# Шанталь Бія

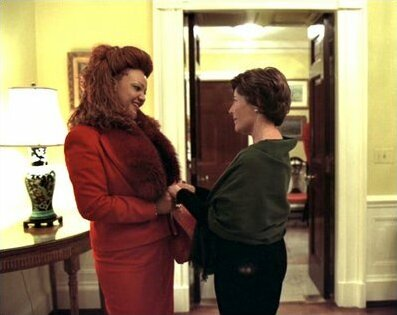
Перші леді Шанталь Бія (Камерун) та Лора Буш (США) у Жовтій овальній залі Білого дому (2003).

Шанталь Бія (фр. Chantal Pulchérie Vigouroux, (4 грудня 1970 , Дімакоd, Східний Регіонd )) — перша леді Камеруна.

## Життєпис
Шанталь Бія народилася 1970 року в Дімако, Східному регіоні Камеруну. Юність провела в Яунде — столиці Камеруну. Її батько Жорж Вігуру був французьким експатріантом, а мати — переможницею конкурсу Miss Doumé Розетта Ндонго Менголо, пізніше була обрана мером Бангу після муніципальних виборів у липні 2007 року.
23 квітня 1994 року 24-річна Бія вийшла заміж за 61-річного президента Камеруні Поля Бія після того, як його перша дружина Жанна-Ірен Бія померла в 1992 році.
Шанталь Бія добре відома своїми зачісками. Її фірмовий стиль називається the banane і використовується для офіційних заходів. Бія популяризувала інші стилі; разом вони відомі як the Chantal Biya. Вона також відома своїм екзотичним гардеробом. Серед улюблених дизайнерів першої леді висококласні західні лейбли, такі як Chanel, Dior та Louis Vuitton.
В 1994 році вона заснувала Fondation Chantal Biya, а в 1996 році організувала перший жіночий Саміт в Яунді; Громадська організація Jeunesse active pour Chantal Biya входить до складу Камерунського народно-демократичного руху її чоловіка.
У листопаді 2010 Бертран Тею опублікував книгу під назвою La belle de la république bananière: Chantal Biya, de la rue au palais, простежуючи підйом Шанталь Бія від скромного походження до першої леді. Згодом йому було призначено дворічний тюремний термін за звинуваченням у «образі характеру» та організації «незаконної демонстрації» за спробу провести публічне читання. Amnesty International та PEN International заявили протест проти його арешту та подали апеляції від його імені. Він був звільнений у квітні 2011 року, коли невідома доброзичлива особа погодилася заплатити штраф, щоб він міг звернутися за лікуванням у зв'язку з погіршенням свого здоров'я.
З 2001 року щорічно проводиться міжнародна шосейна велогонка Гран-прі Шанталь Бійя, названа на її честь.